# Магомедрасулов, Магомедрасул Магомедович
	Магомедрасул Магомедович Магомедрасулов (1961, Сох, Чародинский район, Дагестанская АССР, РСФСР, СССР) — директор Аварского музыкально-драматического театра имени Гамзата Цадасы (2013 — 2021).

## Биография
Магомедрасул Магомедрасулов родился в 1961 году в ныне упразднённым селе Сох, Чародинского района. В 1984 году окончил исторический факультет Дагестанского государственного университета.
Трудовую деятельность Магомедрасулов начал будучи студентом. Сначала работал в Махачкале в ДРСУ «Даггражданстрой» в должности рабочего. Затем работал учителем истории в селе Новогагатли Хасавюртовского района. С 1985 года являлся инструктором отдела обкома ВЛКСМ. В 1987 году являлся руководителем дагестанского строительного отряда студентов и школьников в Болгарии. 
В 1989 года году Магомедрасул Магомедович начал работать в Комитете Правительства Республики Дагестан по делам ветеранов войн, где прошел путь от ведущего специалиста до начальник отдела. В 1991 году назначен Заместителем председателя Комитета. В том же 1991 году он являлся руководителем советской делегации в Международном молодежном Форуме в Монголии.  
Впоследствии Магомедрасулов на протяжении восьми лет проработал заместителем министра по делам молодежи и туризму Республики Дагестан. Являлся руководителем дагестанской делегации и координатором российско-украино-белорусской делегации на Всемирном фестивале молодежи и студентов в Алжире. В 2008 году назначен заместителем министра культуры. Занимал пост вице-президента Федерации самбо Дагестана.
В октябре 2013 году Магомедрасул Магомедрасулов стал директором Аварского музыкально-драматического театра имени Г. Цадаса. Избран Председателем общественного Совета при Комитете по делам молодежи Республики Дагестан. В 2021 году покинул пост директора Аварского театра, исполняющим обязанности назначен Магомед Ахмедов.
Магомедрасулов публикуется в ряде федеральных и республиканских изданий. Является автором книги «Очаг аварской культуры», которая была презентована в феврале 2017 года, работал над ней около одного года.

## Звания и награды
- «Заслуженный работник государственной службы Республики Дагестан»;
- Почетная грамота Государственного Совета Республики Дагестан;
- Медаль «Участнику войны в Афганистане»;
- Медаль Жукова;
- Золотой знак фестиваля Дружбы Болгарской и Советской Молодежи;
- Знак «За службу на Кавказе»;
- Почетная грамота правительства Республики Дагестан;
- Медаль «200 лет со дня учреждения Георгиевского креста»;
- Постановление Администрации МО «Унцукульского района»;
- «Почетный гражданин Унцукульского района»;
- Высший Знак Российского СВВ и Т;

## Книги
- Очаг аварской культуры (2017);